# Nagysáp
Nagysáp község Komárom-Esztergom vármegyében, az Esztergomi járásban található.

## Nevének eredete
A helység neve vitatott eredetű. A sápad, vagy sápaszt igéből válhatott tulajdonnévvé, vagy a Sáp helynév a német eredetű magyar sáf, dézsa, sajtár főnévből alakult át. A "Nagy" előtag különbözteti meg Nagysápot Őrisáptól. Pesty Frigyes a település nevének eredetét a következőképp magyarázta: „Régen a helység vizes, tavas volt. Tökéletes lösz medencében fekszik. Neve ezért lett Nagy Sár. (Ez változott utóbb Nagy Sáppá).” A helyi hagyomány szerint a zsellérektől sok adót, nagy sápot szedtek, s emiatt lett a falu neve Nagysáp.

## Fekvése
A Gerecse hegység északkeleti részén, a bajnai völgyben helyezkedik el, a Tát–Tatabánya közötti 1119-es út mentén; utóbbiból itt ágazik ki Péliföldszentkereszt és Bajót (illetve az 1125-ös út) irányába az 1124-es út. Táttól 7, Dorogtól 13, Esztergomtól 17, Tatabányától 30 kilométer távolságra fekszik. Vasútvonal nem érinti, a legközelebbi vasútállomás Tokodon található (Tokod vasútállomás).
A 170 méteres tengerszint feletti átlagos magasságban megtelepült falu határát a Keleti-Gerecse északnyugat–délkeleti irányú, mindössze 160–250 méter magas löszös dombhátai jellemzik. A határában eredő kisebb patakok vizét a Bajnai-, a Bajóti-patak és az Öreg-árok gyűjti össze. Területének döntő többségét szántóföldek foglalják el, a helyenként vízmosásokkal felszabdalt dombokon szőlőket, legelőket és kisebb erdőt találunk. A Gerecse hegység leszakadt rögei: nyugatról az Öreg-hegy, a Domonkos hegy, a Som-berek, a Lukas-kő, melyek kelet felé lejtenek. A teraszos eróziós völgyek feldarabolták a térszint, és medencedombsággá formálták. A sűrű völgyhálózat a nagymérvű erózió következménye.

## Éghajlata
Mérsékelten hűvös, mérsékelten száraz, de már közel a mérsékelten meleg éghajlati típushoz. A napsütés éves összege: 1970–1980 óra között van. Nyáron 770 óra, télen mintegy 190 óra napfénytartamra lehet számítani. Az éves középhőmérséklet 9,7 °C körül van, a tenyészidőszaké 16 és 16,5 °C között. A csapadék évi összege általában 600 mm körüli, de nyugaton ennél több (600-650 között). Leggyakrabban északi, északnyugati irányból fúj a szél.
A völgyek réti öntéstalaján szántóföldi művelést folytatnak, de a vizenyős területek rétjein szálas takarmányt termesztenek. Hagyományos gazdasági tevékenység a gabonatermelés, bortermelés, az erdőgazdálkodás, és az állattenyésztés.

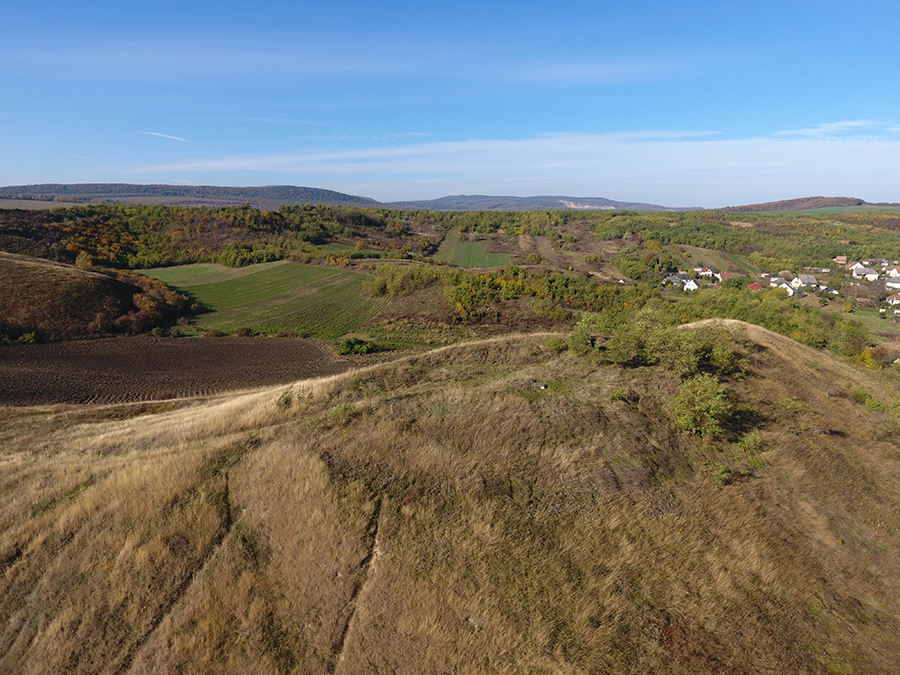
Nagysáp, Gedáshegy légi felvételen

## Története
Már az őskor óta lakott hely, a régészeti leletek szerint. A Kerekdomb-majorban őskori cserepeket találtak. Órisápon bronzkori cserepek és urnasírok maradványai kerültek elő. Avar és kelta edénytöredékek szintén találhatók a falu határában. Római edények és , sőt római telep nyomára is bukkantak. A Gedáshegyen (Gedás-domb) Árpád-kori sáncok maradványai vannak. Írásos nyomuk nem maradt.
Megmaradt, s még a 18. században is látható volt a község Szent Mártonról elnevezett temploma, amelynek maradványai az 1701. és 1732. évi főesperesi vizsgálatok idején még láthatók voltak. Ennek alapjaira Sándor Mihály építtet 1732 és 1735 között új templomot. Ezt azonban 1887-ben villámcsapás elpusztította. Helyét ma kereszt jelöli.
A település első okleveles említése 1248-ból való. Középkori magva Úrsáp (Órisáp) és a Gedás-dombi Baár-Kalán nemzetség megerősített szálláshelye. Királyi birtok volt. Plébániája középkori eredetű. A falut a török elpusztítja. 1688-tól Bajna filiája. 1701-ben 10–15 katolikus és 200 kálvinista él a faluban. Az 1755-ös visitatio canonica szerint már 237 katolikus.
A Metternich-család emeli a jelenlegi templomot 1899-ben, felhasználva a régi faragott köveit is.

## Jelene
- Legfontosabb lehetőségei

A falu határát a Keleti-Gerecse északnyugat–délkeleti irányú, mindössze 160–250 méter magas löszös dombhátai jellemzik. A határában eredő kisebb patakok vizét a Bajnai-, a Bajóti-patak szedi össze, a teraszos eróziós völgyek feldarabolták a térszint, és medencedombsággá formálták. A sűrű völgyhálózat a nagyméretű erózió következménye. A dombsorok közötti völgyben található Nagysáp, a tájegység legszebb természeti környezetű települése. A község lakossága állandónak mondható, és területe csak meghatározott népességet tud eltartani. A munkaképes lakosság a környező települések ipari üzemeiben, bányáiban illetve a termelőszövetkezetben talált munkát. A rendszerváltás után mindezek megváltoztak, mert a bányászat megszűnt, az ipari üzemek kapacitása kisebb lett. Kiútként a falusi turizmus megtelepítése látszik reális célnak. Ehhez járul hozzá az attrakciók nagy számú jelenléte és szükséges az itt élők egyetértő magatartása is.

## Közélete

### Polgármesterei
- 1990–1994: Hangya László (független)[4]
- 1994–1998: Hangya László (független)[5]
- 1998–199?: Tóth János (független)[6]
- 1999–2002: Mike Lőrinc (független)[7]
- 2002–2006: Balogh Miklós (független)[8]
- 2006–2010: Balogh Miklós (független)[9]
- 2010–2014: Balogh Miklós (független)[10]
- 2014–2019: Balogh Miklós (független)[11]
- 2019–2024: Balogh Miklós (független)[12]
- 2024– : Balogh Miklós (független)[1]

A településen 1999. április 25-én időközi polgármester-választás zajlott, melynek oka egyelőre tisztázást igényel, de az előző polgármester nem indult el rajta (a lakosok egyetlen jelöltre szavazhattak).

## Népesség
A település népességének változása:
| Lakosok száma | 1531 | 1506 | 1444 | 1397 | 1432 | 1401 | 1414 |
|               | 2013 | 2014 | 2015 | 2021 | 2022 | 2023 | 2024 |

A 2011-es népszámlálás során a lakosok 82,9%-a magyarnak, 2,5% cigánynak, 1% németnek, 0,3% románnak mondta magát (16,9% nem nyilatkozott; a kettős identitások miatt a végösszeg nagyobb lehet 100%-nál). A vallási megoszlás a következő volt: római katolikus 38,1%, református 24,1%, evangélikus 0,2%, görögkatolikus 0,1%, felekezeten kívüli 8,9% (28,1% nem nyilatkozott).
2022-ben a lakosság 89,5%-a vallotta magát magyarnak, 2,6% cigánynak, 0,9% németnek, 0,2% románnak, 0,1% lengyelnek, 1,5% egyéb, nem hazai nemzetiségűnek (10,5% nem nyilatkozott; a kettős identitások miatt a végösszeg nagyobb lehet 100%-nál). Vallásuk szerint 29,6% volt római katolikus, 18,2% református, 0,3% görög katolikus, 0,2% evangélikus, 0,5% egyéb keresztény, 2,5% egyéb katolikus, 16,1% felekezeten kívüli (32,3% nem válaszolt).

## Nevezetességei
- Római katolikus templom
- Református templom
- Trianon-emlékmű (2014)[15]
- A Gerecse vonulatai, völgyei

## Híres szülöttei
Itt született 1876. június 6-án Borsos Endre közigazgatási bíró, a Közigazgatási Bíróság elnöke, lakásügyi kormánybiztos, a budai református egyházközség főgondnoka.

## Képtár

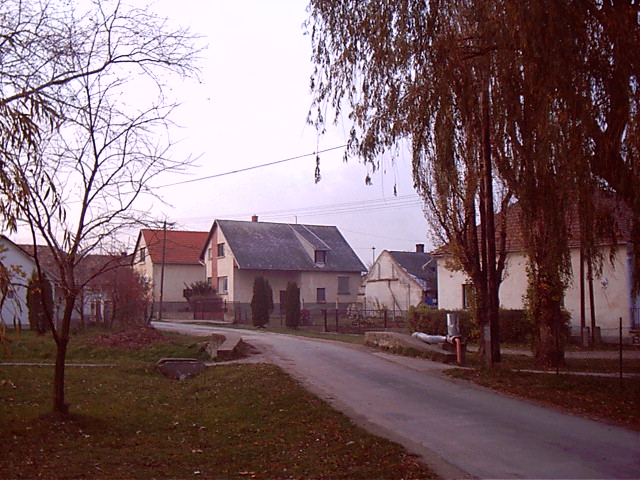